# Tipula sublimata
Tipula sublimata är en tvåvingeart som beskrevs av Alexander 1953. Tipula sublimata ingår i släktet Tipula och familjen storharkrankar.
Artens utbredningsområde är Myanmar. Inga underarter finns listade i Catalogue of Life.